# Любов до собак обов'язкова
«Любов до собак обов'язкова» (англ. Must Love Dogs) — американська романтична мелодрама з елементами комедії 2005 року, з Даян Лейн та Джоном К'юсаком у головних ролях.

## Сюжет
Сара Нолан, сорокарічна розлучена вихователька дошкільного закладу, не зацікавлена у нових стосунках. Її родина, показуючи фотографії потенційних чоловіків, закликає її зустрічатися.
Джейк Андерсон, нещодавно розлучений чоловік, перебуває в подібному становищі: його друг Чарлі хоче звести його з Шеррі.
Сестра Сари Керол розміщує для неї рекламу на сайті знайомств, використовуючи її фото з випускного в середній школі та вказавши у профілі, що любов до собак її можливого партнера обов'язкова. У Сари відбувається кілька невдалих побачень з чоловіками. Чарлі показує Джейку копію профілю знайомств Сари, кажучи, що він має заплановане з нею побачення наступного дня. Джейк з’являється на перше побачення з Сарою в собачому парку з позиченим тер’єром і ображає її. Сара раптово йде, але погоджується зустрітися з ним знову. Вони зустрічаються вдруге за вечерею у ресторані, намагаючись розвинути стосунки.

## У ролях
| Актор             | Роль                     |
| ----------------- | ------------------------ |
| Даян Лейн         | Сара Нолан               |
| Крістофер Пламмер | Біл Нолан                |
| Елізабет Перкінс  | Керол Нолан              |
| Джон К'юсак       | Джейкоб «Джейк» Андерсон |
| Стокард Ченнінґ   | Доллі                    |
| Дермот Малруні    | Боб                      |
| Бред Вільям Генке | Лео                      |
| Колін Егглсфілд   | Девід                    |
| Алі Хілліс        | Крістін Нолан            |
| Віктор Вебстер    | Ерік                     |
| Бен Шенкман       | Чарлі                    |
| Джулі Гонсало     | Джун                     |
| Джордана Спіро    | Шеррі                    |
| Глен Гавертон     | Майкл                    |